# Manja Smits (harpiste)
Manja Smits is een Nederlands harpiste.  

## Opleiding
Smits studeerde aan het Conservatorium Maastricht en het Arnhems Conservatorium bij Teresia Rieu, Vera Badings en Stefica Zuzek. Ze studeerde verder bij Vera Dulova aan het Tsjaikovski Conservatorium in Moskou en volgde masterclasses bij Susann McDonald, Andrew Lawrence-King en Germaine Lorenzini.

## Prijzen en onderscheidingen
Smits ontving in 1993 als eerste harpist de Nederlandse Muziekprijs, de hoogste staatsonderscheiding voor musici op het gebied van de klassieke muziek.  In 1998 was ze prijswinnares in het Torneo Internazionale di Musica in Rome.

## Activiteiten
Smits geeft concerten in Nederland en daarbuiten. Ze speelde onder andere in Duitsland, Frankrijk, Italië en Rusland. Ze speelde op het International Harp Festival in Japan en ze keert geregeld terug bij het World Harp Congress  (Kopenhagen, Seattle, Genève).
Als soliste speelde ze met Het Gelders Orkest, het Radio Kamerorkest, het Radio Symfonie Orkest, het Radio Filharmonisch Orkest, Amsterdam Sinfonietta, Ensemble XXI  in Moskou en Northwest Sinfonietta in de Verenigde Staten. 
De componisten Marius Flothuis, Calliope Tsoupaki en Arne Werkman hebben speciaal voor haar stukken geschreven. 
Smits is hoofdvakdocente harp aan het ArtEZ Conservatorium in Arnhem en Zwolle. Ze was jarenlang solo-harpiste van het Residentie Orkest. 
Sinds ze uit het orkest is richt ze zich op solospel en kamermuziek. Zij maakt deel uit van het Renoir ensemble (fluit, strijktrio, harp), het Holland Harp Trio (fluit, altviool, harp), Les Quatre (piano, harp, viool en cello) en ze vormt vaste duo's met fluitist Peter Verduyn Lunel, altvioliste Julia Dinerstein en sopraan Irene Maessen.